# Jelabuga

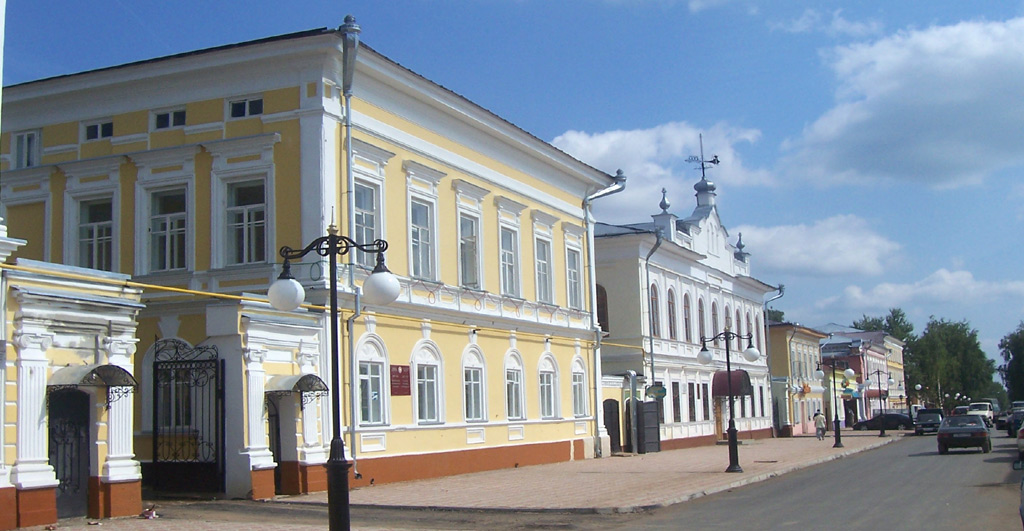
Gata i Jelabuga.

Jelabuga (ryska: Елабуга, tatariska: Алабуга: Alabuga) är en stad i Ryssland, ett stycke väster om Uralbergen. Den ligger i delrepubliken Tatarstan och hade 72 929 invånare i början av 2015. I Jelabuga hängde sig 1941 den ryska författaren Marina Tsvetajevna. 

## Vänorter
- Safranbolu, Turkiet
- Aleksin, Ryssland
- Berjozovskij, Ryssland
- Weilheim in Oberbayern, Tyskland